# الرحبة (المحفد)

تعديل مصدري - تعديل

الرحبة هي إحدى قرى عزلة المحفد بمديرية المحفد التابعة لمحافظة أبين، بلغ تعداد سكانها 209 نسمة حسب تعداد اليمن لعام 2004.